# Aloe rivierei
Aloe rivierei ist eine Pflanzenart der Gattung der Aloen in der Unterfamilie der Affodillgewächse (Asphodeloideae). Das Artepitheton rivierei ehrt den spanischen Industriellen Fernando Riviere de Caralt (1904–1992).

## Beschreibung

### Vegetative Merkmale
Aloe rivierei wächst stammbildend und ist von der Basis aus verzweigt. Die aufrechten Stämme erreicht eine Länge von bis zu 200 Zentimeter und sind 5 Zentimeter dick. Die etwa 15 dreieckig-spitzen Laubblätter bilden eine Rosette. Die hellgrüne Blattspreite ist 55 Zentimeter lang und 8 Zentimeter breit. An Jungtrieben sind viele helle Flecken vorhanden. Die stechenden, weißen, rötlich braun gespitzten Zähne am weiß durchscheinendem Blattrand sind 2 Millimeter lang und stehen 4 bis 5 Millimeter voneinander entfernt.

### Blütenstände und Blüten
Der Blütenstand weist zwei Zweige auf und erreicht eine Länge von bis zu 120 Zentimeter. Die lockeren  Trauben sind zylindrisch spitz zulaufend. Die hellgrünen Brakteen weisen eine Länge von 10 Millimeter auf und sind 7 Millimeter breit. Im Knospenstadium sind sie ziegelförmig angeordnet. Die korallenroten Blüten werden zu ihrer Mündung hin gelb oder orange und stehen an bis zu 15 Millimeter langen Blütenstielen. Sie sind 30 Millimeter lang und an ihrer Basis gerundet. Auf Höhe des Fruchtknotens weisen die Blüten einen Durchmesser von 4 Millimeter auf. Darüber sind sie sehr leicht verengt und schließlich zur Mündung leicht erweitert. Ihre äußeren Perigonblätter sind auf einer Länge von 11 bis 13 Millimetern nicht miteinander verwachsen. Die Staubblätter und der Griffel ragen 5 Millimeter aus der Blüte heraus.

### Genetik
Die Chromosomenzahl beträgt {\displaystyle 2n=14}.

## Systematik und Verbreitung
Aloe rivierei ist in Saudi-Arabien und Jemen auf Klippen und Felshängen in Höhen von 1300 bis 1900 Metern verbreitet.
Die Erstbeschreibung durch John Jacob Lavranos und Leonard Eric Newton wurde 1977 veröffentlicht.

## Nachweise